# Lithacodia fentoni
Lithacodia fentoni là một loài bướm đêm trong họ Noctuidae.